# Glorieta de Goya (Sevilla)
La glorieta de Goya se encuentra cerca del parque de María Luisa, en Sevilla, Andalucía, España. En el centro hay un gran ficus (ficus macrophylla). En uno de los accesos hay dos columnas dóricas de mármol con un frontispicio de madera.
En esta parcela se construyó una réplica de la Quinta del Sordo para la Exposición Iberoamericana de 1929, que posteriormente fue desmontada. La actual distribución de la glorieta corresponde a reformas realizadas en la segunda mitad del siglo XX.